# Terreur sur la ligne (film, 2006)
Pour le film original de 1979, voir Terreur sur la ligne.
 (septembre 2014).
Si vous disposez d'ouvrages ou d'articles de référence ou si vous connaissez des sites web de qualité traitant du thème abordé ici, merci de compléter l'article en donnant les références utiles à sa vérifiabilité et en les liant à la section « Notes et références ».
Pour plus de détails, voir Fiche technique et Distribution.
Terreur sur la ligne (When a Stranger Calls), est un film américain réalisé par Simon West et sorti en  2006. Il s'agit d'un remake du film du même nom sorti en 1979 réalisé par Fred Walton en 1979.

## Synopsis
Un soir, une baby-sitter et les enfants dont elle a la garde se font tuer par un mystérieux tueur. Le lendemain, Jill Johnson (Camilla Belle) se dispute avec son ancien petit copain Bobby (Brian Geraghty) car il a embrassé sa meilleure amie, Tiffany Madison (Katie Cassidy). En fin d'après-midi, Jill est obligée d'aller garder des enfants dans une maison très moderne et éloignée de la ville, en pleine forêt. La jeune fille se fait donc amener par son père Ben (Clark Gregg) et abandonne la soirée du feu de camp à laquelle elle aurait bien aimé participer. Le docteur Mandrakis (Derek de Lint) et sa femme (Kate Jennings Grant) l'accueillent. Ils lui donnent la liste des appels d'urgence, le numéro du système d'alarme, lui font visiter la domotique qui comprend 2 étages ainsi qu'une petite maison près de la demeure principale et un espace clos servant de jardin pour les oiseaux, les poissons. Jill apprend que les enfants sont au lit et que si elle entend du bruit, ce sera certainement la bonne de la famille, Rosa. Les parents s'en vont.
Jill commence la soirée en visitant la maison, essayant les multiples télécommandes contrôlant le feu de la cheminée, la radio… En se rendant au premier étage, elle entend du bruit et redescend. En bas, elle constate que ce n'était que la bonne Rosa, qui nourrissait les animaux dans le jardin. Jill reçoit un appel du téléphone des Mandrakis mais la personne à l'autre bout du fil se contente de ne rien dire. Jill reçoit ensuite un appel de son autre amie, Scarlet (Tessa Thompson). Alors qu'elle raccroche, la sonnerie du système d'alarme s'enclenche sans raison apparente.
Jill reçoit un appel d'une agence de sécurité, puisque le système d'alarme s'est déclenché. Jill rassure l'agence en disant qu'elle est la baby-sitter. La jeune fille est appelée par Mme Mandrakis qui lui demande si tout va bien. Jill confirme. Quelques instants plus tard, Jill se rend compte que Rosa a disparu et reçoit l'appel d'un homme inconnu, probablement le premier qui l'a appelée et qui lui demande si tout va bien avant de raccrocher.
Inquiète, Jill examine la maison, armée d'un tisonnier. Finalement, Jill est appelé par Tiffany, qui est entrée et venue à la maison pour s'excuser. Tiffany s'en va mais ne peut pas continuer car une branche sur la route bloque sa voiture.
Jill est alertée par des coups violents à la porte d'entrée mais quand elle ouvre, il n'y a personne. Jill est de nouveau appelée par l'homme inconnu qui continue de raccrocher après quelques secondes. Elle tente d'appeler son père mais elle tombe sur le répondeur. Jill finit par appeler la police et c'est l'officier Burroughs (David Denman) qui la reçoit. Ce dernier la questionne et Jill lui fait part de ses inquiétudes. Finalement, Jill voit par la baie vitrée la voiture de Rosa et pense qu'elle est toujours là et remercie le policier. La jeune fille tente d'appeler Rosa mais cette dernière ne répond pas.
Jill est appelée par l'homme inconnu qui lui demande comment vont les enfants. Après avoir vérifié, l'homme lui fait comprendre qu'il a suivi ses déplacements et Jill appelle, très affolée, l'officier Burroughs. Ce dernier lui demande, si l'homme la rappelle, de le garder en ligne pendant une minute, afin que l'on localise le téléphone utilisé. Après avoir été appelée plusieurs fois encore, Jill réussit à parler suffisamment à l'inconnu.
Jill se rend à l'autre maison car la lumière est allumée mais il n'y a personne. Elle revient à la première maison, va au 2e étage et l'inconnu l'appelle et la menace de la tuer. Horrifiée, Jill raccroche. Dans la salle de bain du 2e étage, Jill découvre le cadavre de Tiffany. L'officier Burroughs prévient Jill que l'inconnu appelle depuis la maison. 
Une coupure de courant a lieu, l'empêchant de rappeler la police. Persuadée que l'assassin et l'inconnu sont la même personne et qu'il rôde dans la maison, Jill découvre les enfants et l'assassin (Tommy Flanagan) apparaît et tente de forcer la porte. Jill et les enfants sortent par la fenêtre et atterrissent dans le jardin. L'assassin apparaît à la baie vitrée clôturant l'espace vert et Jill active l'arrosage automatique, permettant qu'elle et les enfants soient dissimulés. Jill se cache dans la mare, sous le ponton et les enfants dans un coin. L'assassin s'introduit et les enfants s'enfuient dans la maison. L'assassin tente de saisir Jill qui découvre sous l'eau le cadavre de Rosa. Les enfants parviennent à sortir de la maison et Jill et l'assassin se battent. Jill parvient à lui planter l'outil pour la cheminée dans la main, sort de la maison et tombe sur la police arrivée sur les lieux.
À l'hôpital, Jill fait un cauchemar et réveille, hurle et le film se termine en faisant se demander si les événements l'ont rendue folle.

## Fiche technique
- Titre original : When a Stranger Calls
- Titre français et québécois : Terreur sur la ligne
- Réalisation : Simon West
- Musique : James Dooley
- Pays de production :  États-Unis
- Genre : Thriller, horreur
- Durée : 87 minutes

- États-Unis : 3 février 2006
- France : 5 juillet 2006

- Interdit aux moins de 12 ans

## Distribution
- Camilla Belle (VF : Cindy Tempez ; VQ : Kim Jalabert) : Jill Johnson
- Katie Cassidy (VQ : Catherine Bonneau) : Tiffany Madison
- Tessa Thompson (VQ : Geneviève Déry) : Scarlett
- Brian Geraghty (VQ : Patrice Dubois) : Bobby
- Clark Gregg (VQ : Alain Zouvi) : Ben Johnson
- Derek de Lint (VQ : François Godin) : Dr Mandrakis
- Kate Jennings Grant (VQ : Marie-Andrée Corneille) : Kelly Mandrakis
- David Denman (VQ : Tristan Harvey) : l'officier Burroughs
- Rosine Hatem : Rosa
- Tommy Flanagan : l'étranger
- Steve Eastin (VQ : Louis-Georges Girard) : détective Hines
- Lance Henriksen (VF : Emmanuel Karsen ; VQ : Louis-Philippe Dandenault) : la voix au téléphone
- Dianna Agron : une pom-pom girl

 Source et légende : version française (VF) sur RS Doublage
 Source et légende : version québécoise (VQ) sur Doublage.qc.ca

## Accueil

### Box-office
- Mondial : 66 966 987 $
- États-Unis: 47 860 214 $
- France : 594 795 $ (60 072 entrées)
- International : 19 106 773 $

Le film ne rencontre pas un gros succès en France ; par contre, il réussit très bien aux États-Unis. Il rapporte mondialement 66 millions de dollars et rentabilise donc plus que largement son petit budget établi à 15 millions.

## Autour du film

### Suite annulée
Une suite était prévue mais le projet est annulé à la suite de l'échec commercial et critique du film. On aurait dû retrouver Hayden Panettiere dans le rôle principal et elle devait subir le même sort que le personnage de Camilla Belle[réf. nécessaire].